# Coburg (nave meteorologica)
La nave meteorologica tedesca Coburg (Wetter-beobachtung-Schiff Coburg) fu utilizzata agli inizi della seconda guerra mondiale con lo scopo di fornire rapporti meteorologici alle navi della Kriegsmarine tedesca, ma soprattutto agli U-Boot che operavano nelle acque settentrionali dell'Oceano Atlantico e del Mar Glaciale Artico.
Prese parte a due operazioni speciali: Unternehme Brausewetter e Unternehme Bassgeiger.

## Operazione Brausewetter
Questa operazione iniziava il 15 marzo 1943 quando il Coburg salpava da Hammerfest insieme all'U-Boat U-378 con la missione di stabilire una nuova stazione meteorologica automatica sull'Isola degli Orsi, chiamata anche Biørnøya il WFL o Wetter-Funkgerät-Land 23 Erwin II per rimpiazzare il WFL 22 Erwin la quale era stata depositata dall'U-Boat U-657 il 2 dicembre 1942. Successivamente il Coburg ritornava a Narvik il 23 marzo 1943.

## Operazione Bassgeiger
Questa operazione iniziava il 14 agosto 1943 quando il Coburg arrivava all'isola di Shannon, nella Groenlandia orientale, sbarcando apparecchiature meteorologiche presso Kap Sussi.
Il ghiaccio bloccava però la nave, così l'equipaggio veniva evacuata per Trondheim da un aereo Junkers Ju-290 il 3 giugno 1944.